# Asger Christensen
Asger Christensen (nascido a 8 de Janeiro de 1958) é um político dinamarquês eleito deputado ao Parlamento Europeu em 2019.

## Início de carreira
Christensen é dono de uma fazenda desde 1982 e é agricultor. É naturald de Tarm.

## Carreira política
Como deputado ao Parlamento Europeu, para além das suas atribuições nos comités, Christensen faz parte da delegação do parlamento para as relações com a China e também é membro do Intergrupo do Parlamento Europeu sobre os Direitos LGBT.